# Aphanius sirhani
Aphanius sirhani – gatunek endemiczny ryby karpieńcokształtnej z rodziny karpieńconowatych (Cyprinodontidae).

## Występowanie
Występuje tylko w pozostałościach oazy Al-Azrak na terenie rezerwatu bagna al-Azrak w depresji Azraq-Wadi Sirhan na Pustyni Syryjskiej. Gatunek został odkryty i opisany w 1983 roku przez  W. Villwocka, A. Scholla i F. Kruppa. Populacja Aphanius sirhani spadła prawie do zera w 1992 roku. Spowodowane to było ciągłym obniżaniem się poziomu wód gruntowych oraz zagrożeniami od innych gatunków. Gatunek przetrwał tylko dzięki rozmnażaniu w niewoli i systematycznym zarybianiu po roku 2000 w ramach projektu przywracania ekosystemu oazy Al-Azrak. Chociaż uważa się, że populacja gatunku jest na poziomie zapewniającym jego przetrwanie jednak jego istnienie jest w całości zależne od ciągłości sztucznego dostarczania wody do rezerwatu.

## Cechy morfologiczne
Niewielka ryba osiągająca maksymalnie długość 50 mm, przeciętnie 39 mm.